# 侍衛隊 (大韓帝國)
侍衛隊（羅馬化：Siwidae）是大韓帝國陸軍的主力部隊，也是保衛德壽宮、皇室和首都的衛戎部隊，成立於1895年5月。首先從親衛隊挑選人員，組成兩個營，每個營有兩個連，每個連有三個排。乙未事變時估計人數約8,000人，由於未能阻止日本發動事變，不久後就隨之解散。
1897年1月，侍衛隊在俄羅斯帝國軍事顧問的領導下重新組織，最多人數估計約10,000人。此外，1903年，侍衛隊成員有12,000人（最終達到16,000人），並在龍山建立軍用槍製造廠。